# ZNTK Stargard 802S
ZNTK Stargard 802S i 803S – wąskotorowe pługi śnieżne produkowane w latach 1985–1992 przez ZNTK Stargard.

## Eksploatacja
Polskie Koleje Państwowe zakupiły ogółem 15 sztuk w ZNTK Stargard. Pierwszy prototypowy pług 802S-01 miał płaski dach i prostokątne światła, natomiast późniejsze wersje miały okrągłe światła i lekko zaokrąglony dach. Pługi te były produkowane na rozstaw:
- 750 mm – typ 802S, numery od 01 do 12,
- 1000 mm – typ 803S, numery od 01 do 03.

## Charakterystyka
Konstrukcja pojazdu bazowała na normalnotorowym pługu 411S. Pług, mimo iż jest wyposażony w silnik spalinowy typu SW266 napędzający agregat prądotwórczy potrzebny do obsługi hydrauliki, do ruchu potrzebuje lokomotywy.